# Ilaria Ghisalberti
Ilaria Ghisalberti (* 20. September 2000) ist eine italienische Skirennläuferin. Sie startet in den Disziplinen Super-G und Riesenslalom.

## Biografie
Ilaria Ghisalberti stammt aus Zogno in der Lombardei und startet für die Sportabteilung der Carabinieri.
Im Alter von 16 Jahren bestritt Ghisalberti in Carezza ihr erstes FIS-Rennen. Ein Jahr später gab sie im Riesenslalom von Andalo ihr Debüt im Europacup. Bei ihren ersten Juniorenweltmeisterschaften in Narvik belegte sie die Ränge 20, 22 und 34 in Riesenslalom, Super-G und Abfahrt, in der Kombination schied sie aus. Ein Jahr danach konnte sie sich in Bansko als Super-G-Sechste und Riesenslalomachte deutlich verbessern. In der Saison 2021/22 fuhr sie in den Europacup-Riesenslaloms mehrmals unter die besten zehn und erreichte als Siebente der Disziplinenwertung ein vorläufiges Karrierehoch. Im März 2024 gewann sie dank ihres ersten Europacup-Sieges in Ål sowie eines weiteren Podestplatzes in Hafjell erstmals die Riesenslalomwertung.
Am 17. Oktober 2020 gab Ghisalberti im Riesenslalom auf dem Rettenbachferner ihr Weltcup-Debüt. Gut vier Jahre später konnte sie sich in Killington erstmals für einen zweiten Durchgang qualifizieren und belegte Platz 21.

## Erfolge

### Weltcup
- 1 Platzierung unter den besten 30

### Europacup
- Saison 2021/22: 7. Riesenslalomwertung
- Saison 2023/24: 1. Riesenslalomwertung
- 2 Podestplätze, davon 1 Sieg:

| Datum         | Ort | Land     | Disziplin    |
| ------------- | --- | -------- | ------------ |
| 10. März 2024 | Ål  | Norwegen | Riesenslalom |

### Juniorenweltmeisterschaften
- Narvik 2020: 20. Riesenslalom, 22. Super-G, 34. Abfahrt
- Bansko 2021: 6. Super-G, 8. Riesenslalom

### Weitere Erfolge
- 7 Siege in FIS-Rennen